# Banco Nacional do Panamá
Banco Nacional do Panamá (em castelhano:  Banco Nacional de Panamá) (BNP) é um dos dois bancos públicos do Panamá. Em janeiro de 2009, possuía depósitos de cerca de US $ 5 bilhões. O outro banco de propriedade do governo é a Caja de Ahorros de Panamá (Caixa de Poupança do Panamá), com cerca de US $ 1 bilhão em depósitos totais.

O Banco Nacional do Panamá era responsável por aspectos não monetários do banco central no Panamá, assistido pela Comissão Nacional de Bancos (Superintendencia del Mercado de Valores), criada em conjunto com o Centro Financeiro Internacional do país, encarregada de licenciar e supervisionar os bancos.